# Superjoint
Superjoint, dříve znám jako Superjoint Ritual byla americká sludge metalová superskupina založená Philem Anselmem z Pantery, Joe Fazziem a Jimmym Bowerem z Crowbar (se kterým Anselmo hrál v Down). Později je doplnili Hank Williams III a Kevin Bond. Skupina hrála na nejrůznější festivalech v USA. Kapela fungovala v letech 1993–2004 a poté 2014–2019 s tím, že Anselmo v červnu 2019 ohlásil, že už nemá zájem o Superjoint. Anselmo byl také autorem 70–80% nahrané hudby. 
Kapela míchá styl Pantery s kapelami, které ji inspirovaly (převažují black metalové): Venom, Slayer, Celtic Frost, Voivod a Darkthrone.
Název Superjoint Ritual pochází z textu písně Darkthrone The Pagan Winter.

## Diskografie
- Use Once and Destroy (2002)
- A Lethal Dose of American Hatred (2003)
- Caught Up in the Gears of Application (2016)

## Členové
- Phil Anselmo – zpěva, kytara (1993–2004, 2014–2019)
- Jimmy Bower – kytary (1993–2004, 2014–2019)
- Kevin Bond – kytary (2002–2004, 2014–2019), baskytara (1994–1995)
- Stephen Taylor – baskytara (2014–2019)
- Jose Gonzalez – bicí (2014–2019)

- Michael Haaga – baskytara (1993–1994, 1995–2002)
- Hank Williams III – baskytara (2002–2004)
- Joe Fazzio – bicí (1993–2004)
- Marzi Montazeri – kytary (1996–1998)

Timeline